# Donje Vukovsko
Donje Vukovsko je naseljeno mjesto u općini Kupres, Federacija Bosne i Hercegovine, BiH.

## Stanovništvo

### 1991.
Nacionalni sastav stanovništva 1991. godine, bio je sljedeći:
ukupno: 207
- Srbi - 204 (98,55%)
- Hrvati - 1 (0,48%)
- Muslimani - 1 (0,48%)
- ostali, neopredijeljeni i nepoznato - 1 (0,48%)

### 2013.
Nacionalni sastav stanovništva 2013. godine, bio je sljedeći:
ukupno: 7
- Srbi - 7 (100%)

## Vanjske poveznice
- maplandia.com: Donje Vukovsko